# Valentin Tănase
Valentin Tănase (n. 6 septembrie 1954, Iași) este un grafician, pictor, ilustrator de carte, creator de benzi desenate, sculptor și critic de artă român. A absolvit Universitatea Națională de Arte București în anul 1978 . Este Membru al Uniunii Artiștilor Plastici din România din anul 1981 și este directorul Studioului de Arte Plastice al Armatei din anul 1997. Din 1977 a participat la majoritatea manifestărilor expoziționale de artă cu caracter municipal sau național organizate de Uniunea Artiștilor Plastici din Romania. Între 1981 – 2008 a deschis 36 de expoziții personale de pictură și grafică în București, Brașov, Sibiu, Constanța, Paris, La Croix Valmer, Angouleme, Lille, Roma, Bruxelles, Viena, Praga, Kromeriz, Bratislava, Hurth-Koln, Veria și Beijing. A realizat lucrări de pictură murală monumentală și mozaic la sediul Ministerului Apărării, Muzeul Militar Național, Palatul C.E.C. și Biserica Eroilor Revoluției din Decembrie 1989 din București.
Este unul dintre cei mai prolifici artiști de benzi desenate din România, care a produs în jur de 1.000 de pagini, în principal în genurile istorie și SF.

## Premii
- 2001 - Ordinul Steaua României în grad de ofițer
- 2003 - Laureat al Premiului Național pentru ilustrație de carte
- 2010 - Medalia Onoarea Armatei Române
- 2015 - Ordinul Meritul Cultural în grad de cavaler
- 2015 - Medalia Regele Mihai pentru Fidelitate
- 2019 - Ordinul Steaua României în grad de comandor

## Legături externe
- Valentin Tanase, lambiek.net

## Vezi și
- Monumentul Topogeodezilor Militari din București
- Listă de desenatori, caricaturiști și graficieni ‎
- Pompiliu Dumitrescu
- Puiu Manu